# Brasão (futebolista)
Ivan Fiel da Silva, mais conhecido como Brasão (São Paulo, 1 de janeiro de 1982), é um futebolista brasileiro que atua como atacante. Atualmente está no Clube Náutico Almirante Barroso.

## Carreira
Brasão começou sua carreira no Flamengo-SP em 2002. Para atuar no futebol, o atleta adotou o apelido que havia sido o nome de um cachorro de estimação que ele teve na infância. No ano seguinte, foi negociado com o União Mogi.

### Primeira experiência no exterior
Ainda em 2003, transferiu-se para o clube indiano Fransa-Pax, no qual permaneceu por quatro temporadas. Foi a primeira experiência de Brasão no futebol estrangeiro.

### Volta ao Brasil
Em seu retorno ao Brasil, em 2007, defendeu, primeiro, o Navegantes, que naquela temporada disputou a Divisão de Acesso do Campeonato Catarinense, competição que equivalia à segunda divisão do estadual. No ano seguinte, passou pelo Guarani de Palhoça no Campeonato Catarinense e, na sequência, pelo também catarinense Camboriú (então chamado de "Camboriuense"), que estava então na Divisão Especial, nova nomenclatura da segunda divisão do Campeonato Catarinense.

### Novamente na Índia
Depois de defender o Camboriú, no qual marcou seis gols em apenas quatro partidas, retornou à Índia ao assinar com o Salgaocar. Brasão permaneceu na equipe indiana entre 2008 e 2009 e regressou novamente ao Brasil, dessa vez para jogar pelo Fluminense de Feira. Foi a primeira de três passagens do atleta pela equipe baiana – as outras ocorreram em 2012 e 2015.
Ao deixar o Fluminense de Feira, acertou com o Atlético Goianiense, pelo qual foi vice-campeão do Campeonato Goiano. Ainda em 2009, foi emprestado ao Atlético Paranaense para disputa a Copa do Brasil e o Campeonato Brasileiro. O atacante não chegou a entrar em campo pela equipe paranaense.

### Santa Cruz
Na temporada de 2010, Brasão passou pelo Santa Cruz, naquela que é considerada pelo próprio atleta uma das mais marcantes de sua carreira. Pela equipe ernambucana, o atacante entrou em campo em quatro competições: Campeonato Pernambucano, Campeonato do Nordeste, Copa do Brasil e Série D do Brasileiro. Nelas, somou 15 gols em 27 partidas.

### Portugal
Após a passagem de destaque pelo Santa Cruz, transferiu-se para o Vitória de Setúbal para disputar a Primeira Liga de 2010-11. O atacante estreou pela equipe portuguesa apenas em 2011, marcando 1 gol em 8 partidas.
Em 2012, Brasão voltou ao Brasil pela terceira vez. Mais uma vez o retorno ocorreu pelo Fluminense de Feira. Naquele ano, ele disputou também a Série C do Brasileiro pelo Treze.

### Inter de Lages
Em 2013, o atacante disputou o Campeonato Gaúcho pelo Santa Cruz-RS e, na sequência, ajudou o Brasil de Pelotas a conquistar o título da segunda divisão do Rio Grande do Sul. Ainda naquele ano, teve sua primeira passagem pelo Inter de Lages, pelo qual conquistou a Divisão de Acesso do Campeonato Catarinense.
Brasão ainda defenderia o clube no ano seguinte na campanha de mais um título, o da Série B do Campeonato Catarinense, mas ele acabou não permanecendo no clube até o fim da competição.

### Sequência em Santa Catarina
Depois de defender, na sequência, cinco clubes nos dois anos seguintes (Atlético de Ibirama, Inter de Lages, Vitória da Conquista, Caldas Novas e  Fluminense de Feira), chegou ao Camboriú para sua segunda passagem pela equipe. Nessa passagem, que se estendeu até parte do Campeonato Catarinense de 2016, Brasão marcou 11 gols em 14 partidas. O total de 17 gols em 18 partidas disputadas nas duas passagens fez do atacante o maior artilheiro da história da equipe catarinense, fundada em 2003.
Depois de breve passagem pelo Treze, Brasão acertou com o Tubarão para disputar a Série B do Campeonato Catarinense. O Atlético Tubarão foi o sexto clube de Santa Catarina na trajetória do atleta.
Após passagem apagada pelo futebol de Itajaí, o jogador, acertou com o Hercílio Luz Futebol Clube, time centenário da cidade de Tubarão, onde já jogou pelo maior rival, para a disputa da Copa Santa Catarina 2018, Catarinense 2019 e Série D 2019.

## Títulos
Fluminense de Feira
- Copa Governador do Estado da Bahia de 2009

Santa Cruz
- Copa Pernambuco: 2010

Brasil de Pelotas
- Campeonato Gaúcho - Segunda Divisão: 2013

Inter de Lages
- Campeonato Catarinense - Divisão de Acesso: 2013

Vitória da Conquista
- Copa Governador do Estado da Bahia: 2014